# Fissistigma latifolium
Fissistigma latifolium är en kirimojaväxtart som först beskrevs av Michel Félix Dunal, och fick sitt nu gällande namn av Elmer Drew Merrill. Fissistigma latifolium ingår i släktet Fissistigma och familjen kirimojaväxter. Utöver nominatformen finns också underarten F. l. .F. l. ovoideum.